# Pfinnova kopa
Pfinnova kupa je poslední vrchol v hřebeni, který vede z Ledového štítu na jihovýchod, nedaleko Téryho chaty. Dosahuje nadmořské výšky 2121 m. Ačkoli je cesta na vrchol neznačená, je poměrně navštěvovaný, neboť vrchol leží pouze 15 minut chůze chodeckým terénem od zelené značky, která ho traverzuje cestou na Sedielko. Z vrcholu se nabízí pěkný výhled.
Název dostala podle Ing. Josefa Pfinna, nadšeného propagátora hor, autora prvního plánu Téryho chaty.

## Topografie
V jihovýchodním hřebeni Malého Ledového štítu se nachází Malá Ledová štěrbina, Lední zub, Zadní Ledová spára, Lední hrb, Přední Ledová spára a na závěr Pfinnova kopa. Tento hřeben odděluje Dolinka pod Sedielkom od Kotliny Pěti Spišských ples v závěru Malé Studené doliny.

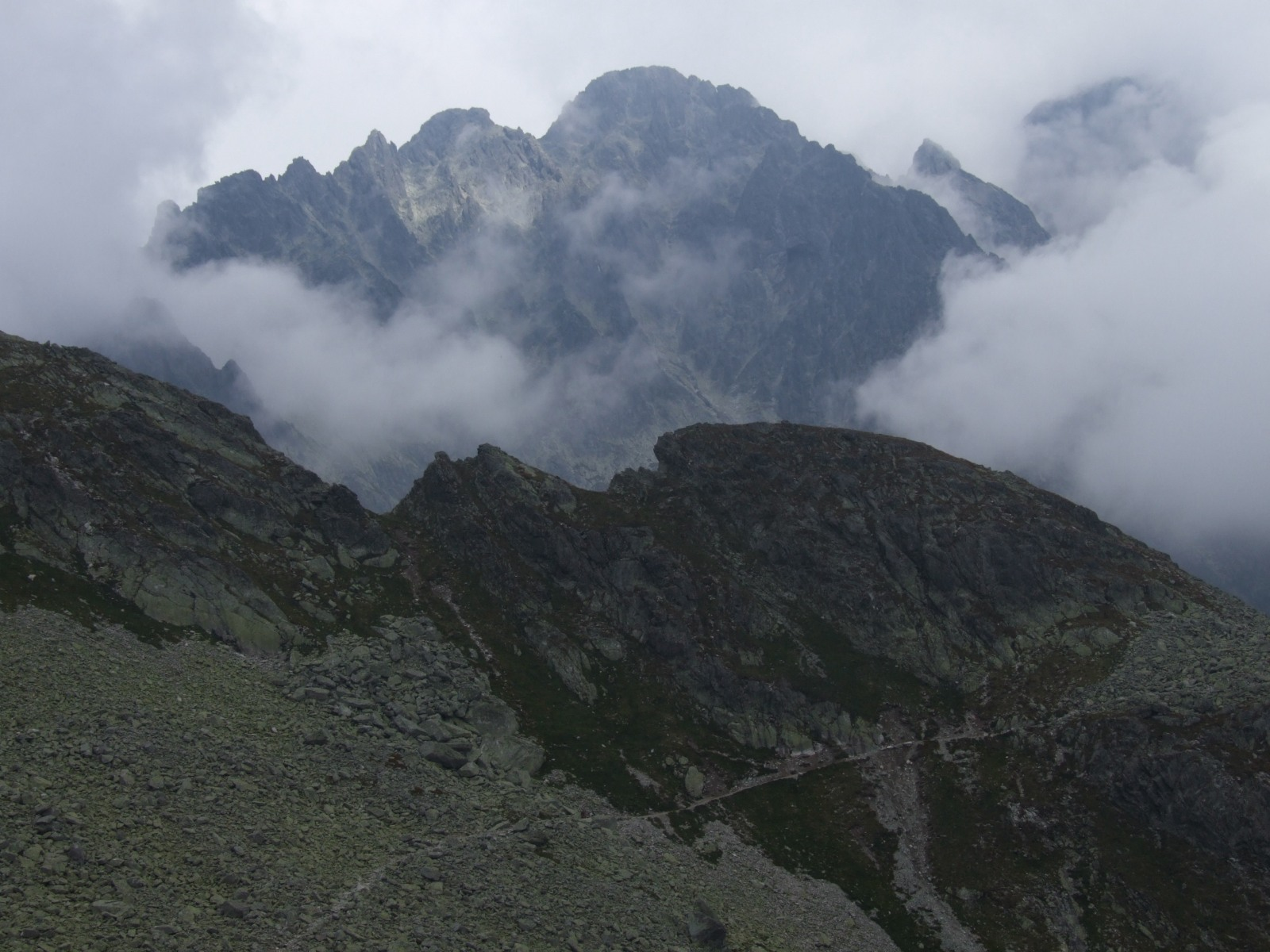
V popředí tmavá Pfinnova kopa, vzadu Pyšné štíty (teleobjektivem).